# Вірсайд
Ві́рсайд (англ. Wearside) — агломерація в Північно-Східній Англії з центром у місті Сандерленд, на берегах річки Вір у графстві Тайн-енд-Вір.
Відповідно до визначення Національного бюро статистики, агломерація включає в себе два великі поселення: Сандерленд і Вашингтон, а також безліч дрібніших поселень, які складають частину безперервної міської місцевости, у тому числі Вітборн, Геттон-ле-Гол, Борнмор, Саус-Геттон, Спрінгвел, Остон, Пелтон, Честер-ле-Стріт і Гатон-ле-Спрінґ. Має населення близько 335,415 осіб.
Більша частина цієї агломерації формує адміністративний район Сандерленд, до якого входить менша кількість населення — 280,807.

## Засоби масової інформації
Основні джерела новин Вірсайду:
- Газета «Sunderland Echo». Продається по всій території агломерації, а також доступна в Інтернеті;
- «BBC Північний Схід і Камбрія»;
- Радіо BBC для агломерації транслюється BBC Ньюкасл на хвилях 95.4 ФМ;
- місцеве комерційне радіо. Транслюється на хвилях 103,4 ФМ під назвою «Sun» на території Вірсайду та на хвилях 107 ФМ під назвою «Spark» на території міста Сандерленд.

## Спорт
Футбольна ліга Вірсайду складається з аматорських команд, і є одним з рівнів у системі Англійської футбольної ліги.
Єдина професійна футбольна команда Вірсайду — Сандерленд. Базується в місті Сандерленд.